# Rio Hasbani
O rio Hasbani ou rio Snir (em árabe: الحاصباني, em hebraico:  נחל שניר, Nahal Snir) é um curso de água do nordeste de Israel que tem a sua nascente no Líbano (Hasbani) e se funde con o rio Banias para desaguar finalmente no rio Jordão. O Hasbani/Snir recebe águas do rio Wazzani (em hebraico:  וזאני) no sopé do monte Hérmon.

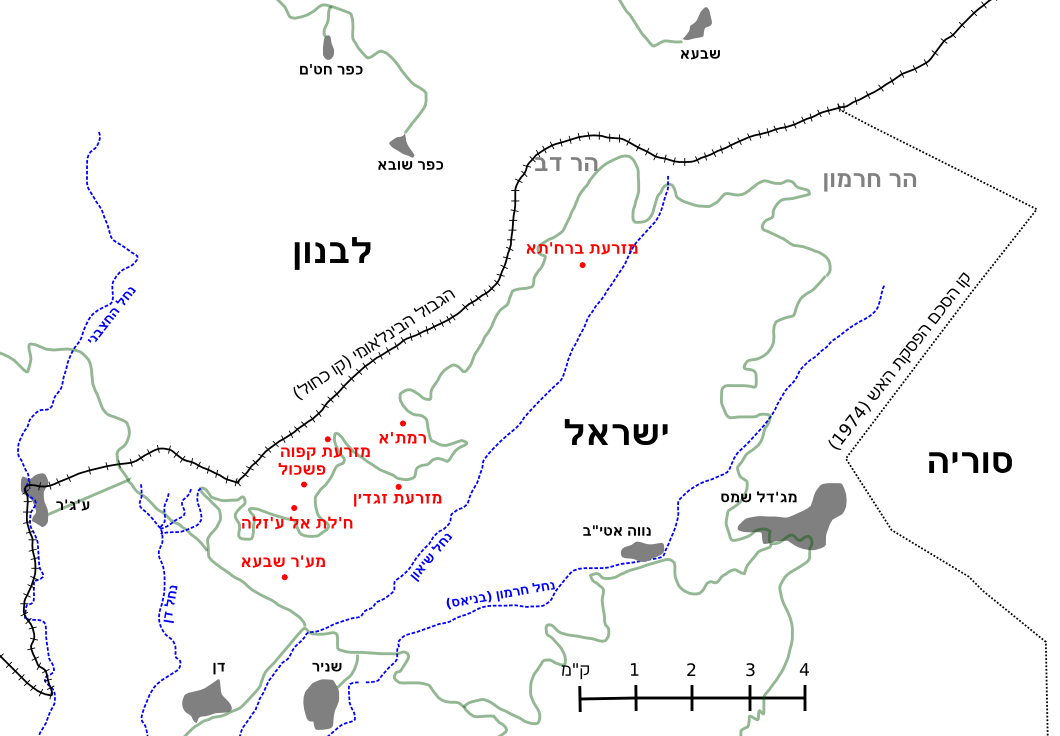
Mapa da região do rio Hasbani/Snir